# Georges Lallemant
Pour les articles homonymes, voir Lallemant.
Georges Lallemant (ou George Lallement ou Lallemand), né à Nancy vers 1575 et mort à Paris en mai 1636 est un peintre français (naturalisé, car d'origine lorraine), actif à Paris dans le premier tiers du XVIIe siècle.
À la tête de l'un des plus importants ateliers de la capitale, il a mis notamment son talent au service des communautés religieuses de Paris. Son œuvre avait presque entièrement disparu avant les multiples découvertes survenues au XXe siècle.

## Biographie

### Origines et formation (vers 1575-1601)
Les premières années de la vie de Georges Lallemant sont très mal connues. D'après des documents postérieurs, il naît à Nancy, probablement autour de 1575. Il est issu d'une famille bourgeoise de la Lorraine évêchoise; son père, Jacques Lallemant, est marchand à Toul.
Rien ne nous est connu de sa formation. S'il n'est pas fils de peintre, deux de ses frères, restés en Lorraine, appartiennent au monde des artisans : Claude Lallemant, dit Claude de Toul, maître charpentier, et André Lallemant, peintre proche de la cour ducale de Lorraine dans les premières années du XVIIe siècle.
La formation de Lallemant se déroule  dans la dernière décennie du XVIe siècle, probablement à Nancy, auprès d'un maître inconnu, peut-être Claude Henriet ou Jean de Wayembourg, les deux artistes les plus importants de l'époque en Lorraine.
Ce sont les lettres de naturalité obtenues par le peintre en 1616 qui nous apprennent que Georges Lallemant arrive dans la capitale du royaume de France vers 1601, quittant le duché de Lorraine en pleine reconstruction.

### Un Lorrain à Paris: l'implantation (1601-1610)
C'est probablement dans l'atelier du peintre parisien Claude Dubois (vers 1562-1604) que se place Georges Lallemant à son arrivée à Paris. À la mort de Claude Dubois, Lallemant épouse sa veuve Marie Gouffé, le 2 décembre 1605. À cette date, et jusqu'à sa mort, il habite rue Saint-Martin, à l'Aigle d'or, où il a pris la suite de Claude Dubois.
Lallemant accède à la maîtrise dans la communauté des peintres et sculpteurs de Paris le 6 février 1606.
L'activité du peintre dans cette première décennie parisienne est encore obscure. Quelques traces existent pourtant d'une production courante d'images de dévotion à destination de la petite noblesse parisienne, ainsi que de l'intervention de Lallemant, vers 1607, au couvent des Minimes de Chaillot, où il réalise des peintures dans le cloître.
Surtout, la participation du peintre aux préparatifs de l'entrée royale de Marie de Médicis dans Paris, prévue le 16 mai 1610, et avortée du fait de l'assassinat d'Henri IV, deux jours auparavant, apparaît comme un moment important pour la carrière du jeune peintre. Il ne nous reste qu'une description trop vague des réalisations de Lallemant qui prirent place sur les éléments d'architecture éphémère érigés dans Paris sur le parcours du cortège royal, mais la présence de Lallemant sur le chantier révèle une ascension déjà entamée dans le milieu artistique parisien.

### Les années d'établissement (1611-1625)

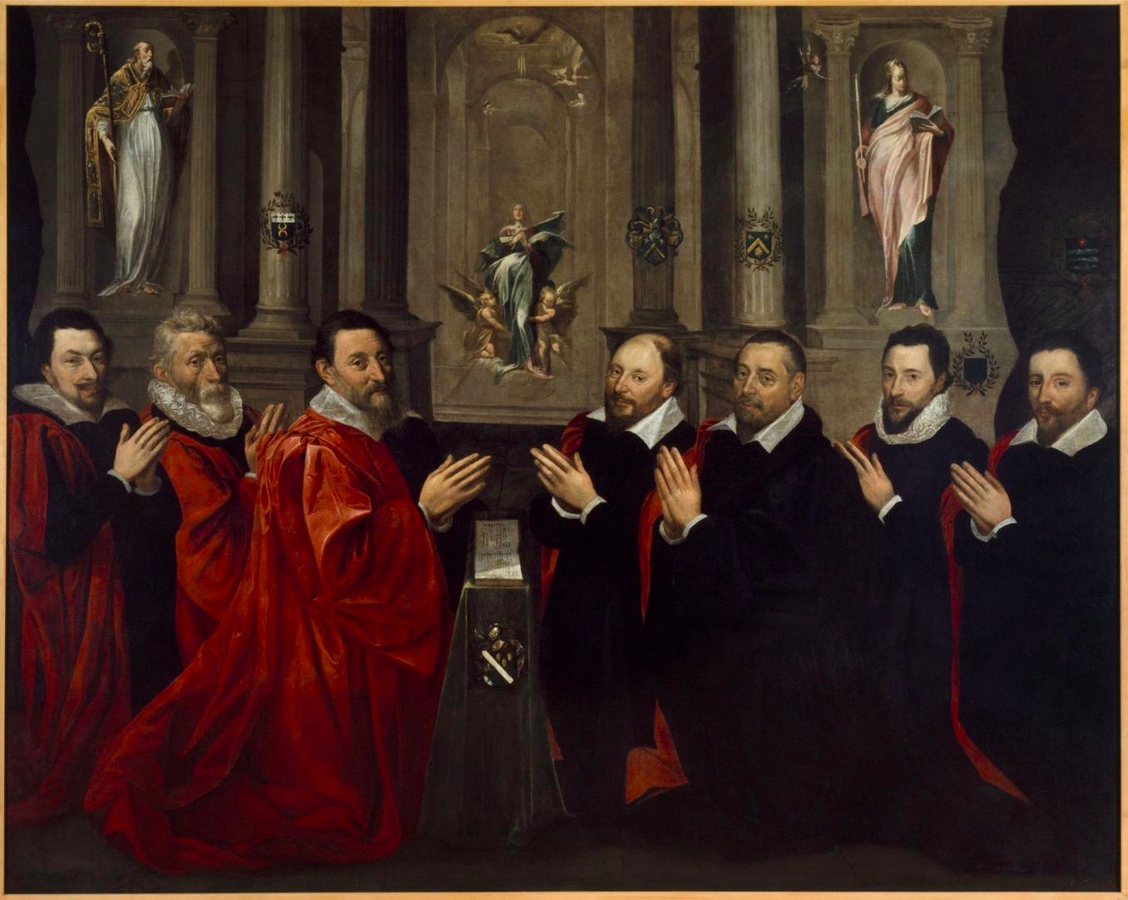
Le Prévôt des marchands et les échevins de la ville de Paris, 1611, Paris, musée Carnavalet.

La période voit l'affirmation de Lallemant comme peintre au service de la municipalité: il est l'auteur d'au moins un portrait collectif des échevins de la ville de Paris, en 1611, et très probablement de plusieurs autres dans les années 1610.
En juillet 1616, il obtient ses lettres de naturalité et devient ainsi sujet du roi de France.
Vers 1619, on a mention d'un portrait de Louis XIII peint par Georges Lallemant pour la Chambre des comptes, sans qu'on puisse en savoir davantage sur l'œuvre ou sur les conditions de sa commande.

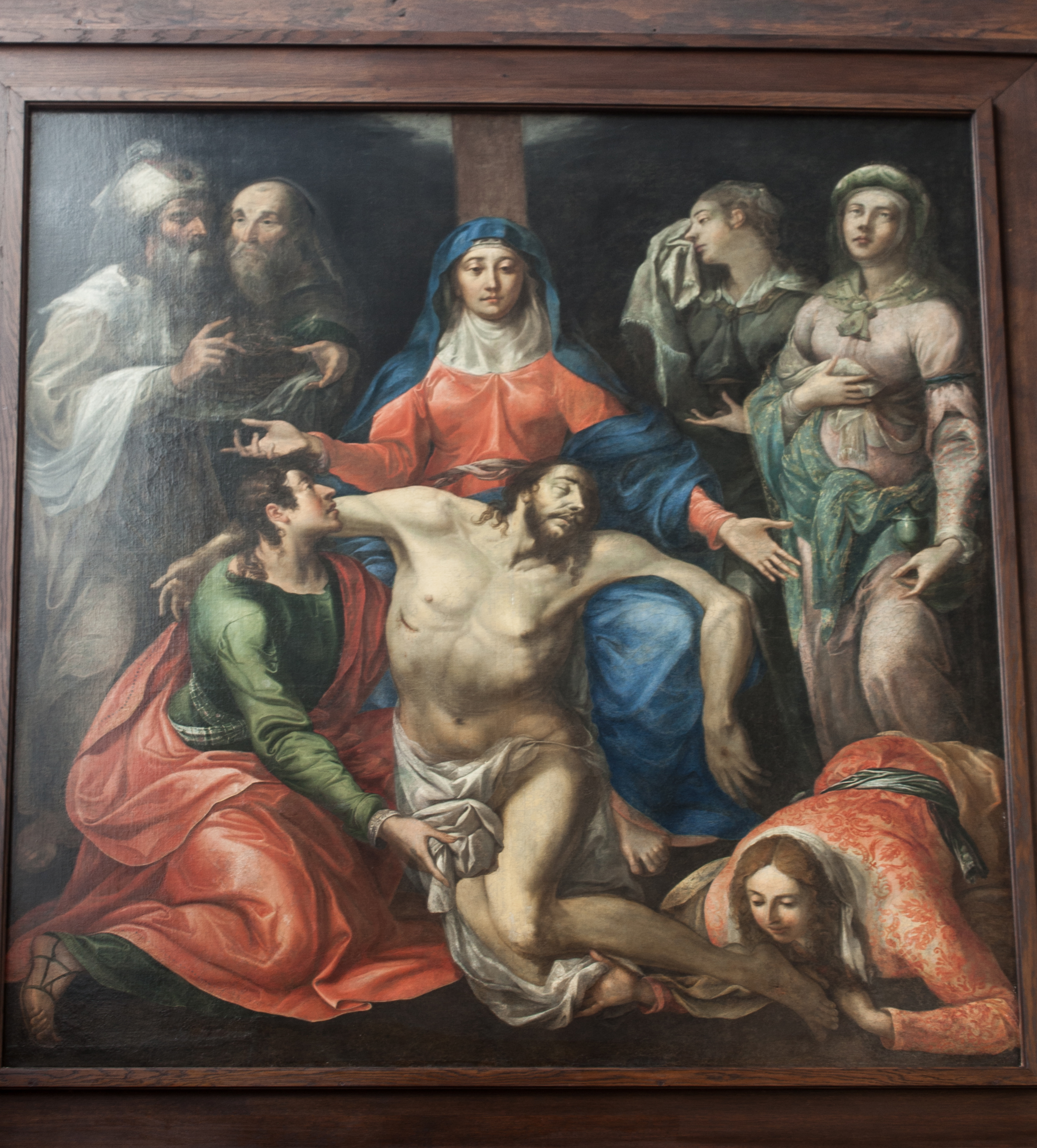
Notre-Dame de Pitié à Saint-Nicolas-des-Champs, 1620.

Surtout, la part la mieux connue, et aujourd'hui la plus visible, de la production de Lallemant dans ces années est la production religieuse. Bénéficiant de l'immense attrait suscité par l'image religieuse dans un contexte de pénétration de la spiritualité tridentine, le peintre est à l'œuvre dans de nombreuses églises, pour des réalisations modestes ou considérables, non seulement dans son quartier de Paris, la rue Saint-Martin et ses abords, mais dans d'autres églises parisiennes ou en province : 
- il repeint et redore des éléments d'une chapelle de son église paroissiale Saint-Josse, en 1613 et 1615;
- au couvent des Feuillants du faubourg Saint-Honoré, il est chargé du décor de la chapelle de Luxembourg, en 1617;
- il est attesté à l'église des Saints-Innocents, peut-être à Saint-Sauveur, et de manière certaine à Saint-Nicolas-des-Champs, en 1620 (décoration disparue de la chapelle axiale, mais dont le retable Notre-Dame de Pitié est conservé sur place, dans une autre chapelle, et décoration d'au moins une deuxième chapelle);
- en 1621, le peintre passe marché avec les religieuses du Calvaire d'Angers pour la réalisation de peintures destinées à orner l'église du couvent nouvellement construite.

### La consécration (vers 1625-1636)

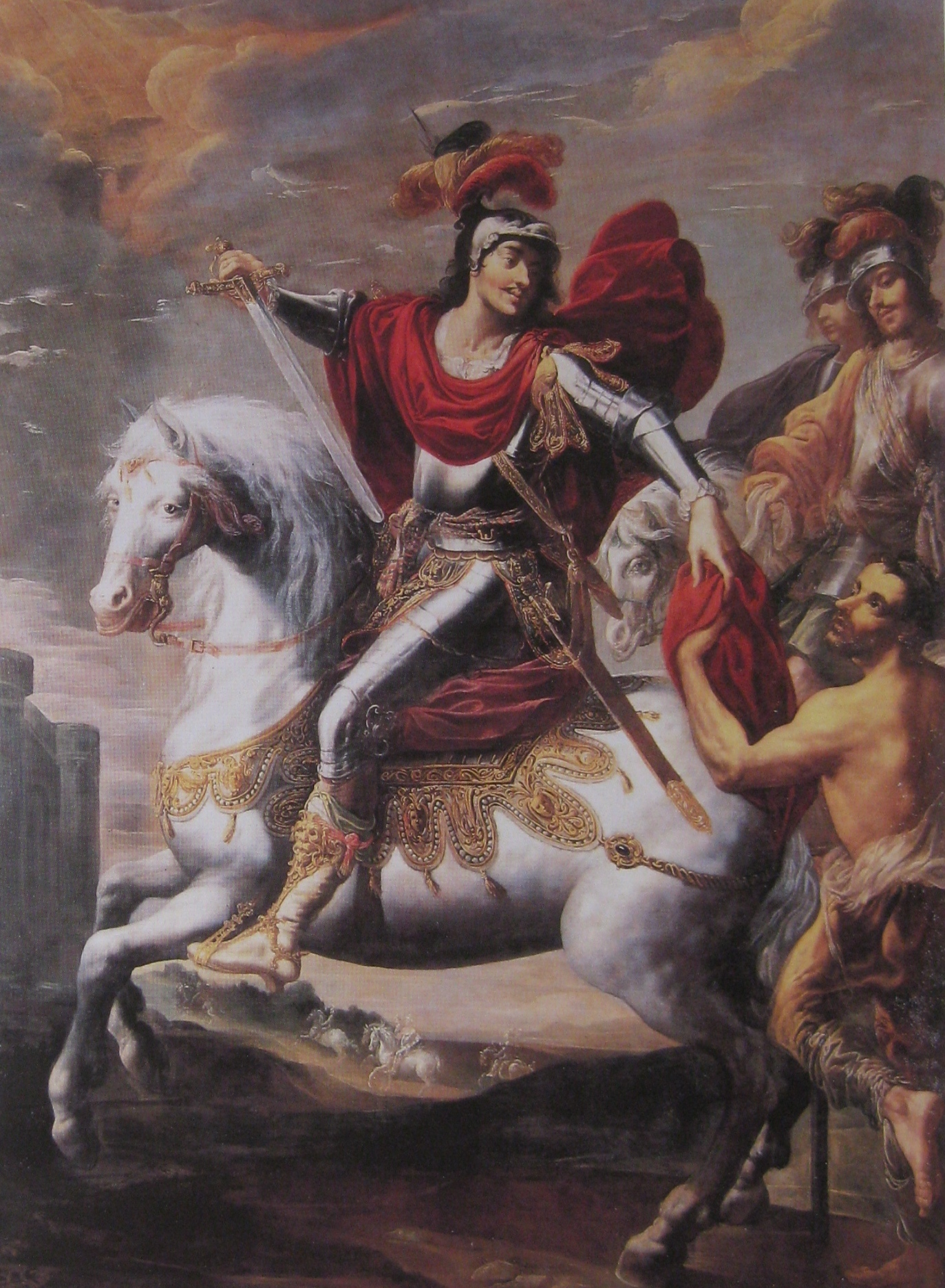
Georges Lallemant, La Charité de saint Martin, vers 1625-1636, Paris, musée Carnavalet.

À partir de 1625, Georges Lallemant est cité comme peintre ordinaire du roi, et on le trouve actif sur certains chantiers extrêmement prestigieux, au service de commanditaires de marque.

C'est ainsi qu'il est attesté sur le chantier de l'abbaye Sainte-Geneviève-du-Mont, dont la rénovation a été entreprise par le nouvel abbé, François de La Rochefoucauld. Il est l'auteur, sans doute entre 1625 et 1626 voire 1636, de huit toiles destinées à orner les autels du pourtour de la nef de l'église. Parmi elles ne subsistent aujourd'hui que Le prévôt et les échevins de la ville de Paris implorant sainte Geneviève  et La Charité de saint Martin (ill. ci-contre). Il serait l'auteur également de plusieurs tableaux dans l'abside et de part et d'autre du jubé. Un de ces tableaux serait dans une église du Gard.

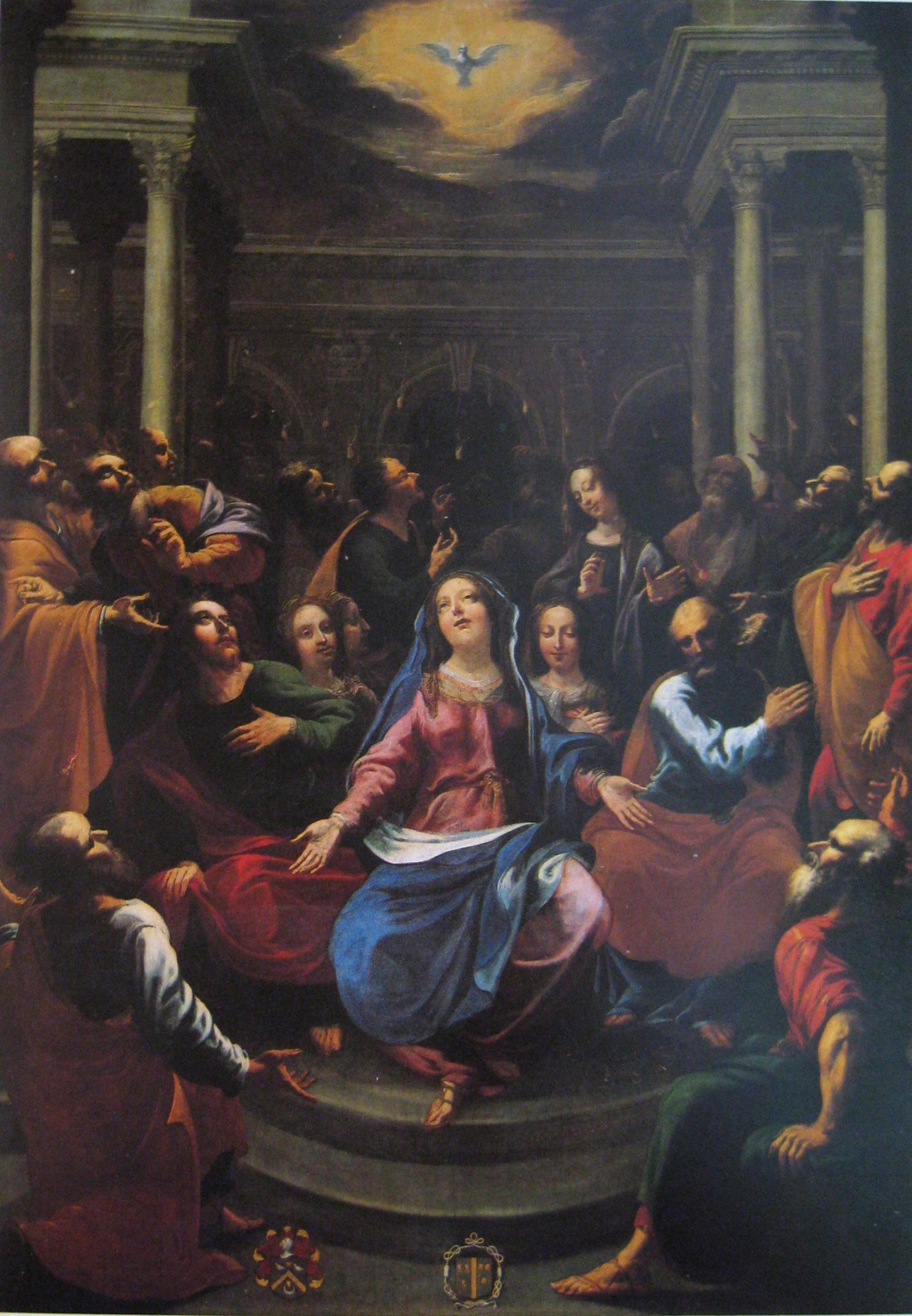
Georges Lallemant, La Descente du Saint-Esprit, 1635, Rouen, ancienne abbatiale Saint-Ouen.

Il est probablement l'auteur, au début des années 1630, d'une Pentecôte destinée à la chapelle de la juridiction consulaire de Paris.
Pour la confrérie des orfèvres de Paris, il peint à plusieurs reprises un May de Notre-Dame de Paris : petits Mays à une ou plusieurs reprises dans les années 1620, grands Mays de 1630 et 1633. Il semble avoir entretenu plus généralement des liens privilégiés avec le milieu des orfèvres parisiens, liens qui peuvent en partie expliquer le succès rencontré par le peintre.
Toujours à Notre-Dame, Georges Lallemant réalise vers 1632-1634, à la demande de la confrérie des maîtres cordonniers, une série de quatre cartons de tapisseries (qui seront tissées par la suite dans les ateliers du Louvre) représentant l'Histoire de saint Crépin et saint Crépinien, destinés à orner la chapelle de la confrérie, et dont seule une pièce nous est aujourd'hui connue.
En 1634, il est chargé de peindre les grands volets des orgues de l'église Saint-Étienne-du-Mont.
En 1635, Lallemant peint pour un établissement inconnu de Rouen une Descente du Saint-Esprit (ill. ci-contre).
Lorsqu’il meurt, à la fin du printemps 1636, Georges Lallemant apparaît comme un artiste au faîte de sa gloire, dont la longue carrière parisienne d'environ trente-six ans n’a jamais réellement pâti de l’arrivée en France d’une mode nouvelle, importée d’Italie à la suite de Simon Vouet revenu de Rome en 1627.

## L'Œuvre

### Un maniériste tardif
Même ce retour d'Italie de Vouet en 1627, considéré aujourd'hui comme la naissance d'une nouvelle ère de la peinture française, ne parait pas avoir affecté Lallemant dans ses habitudes. Par exemple, il se montre peu soucieux d'adopter une construction rigoureuse. Félibien rapportait dès la fin du  XVIIe siècle que Lallemant avait réprimandé le jeune Champaigne qui, selon lui, s'astreignait à un respect trop strict des lois de la perspective et à l'observation du « naturel ».

### L'atelier de Lallemant

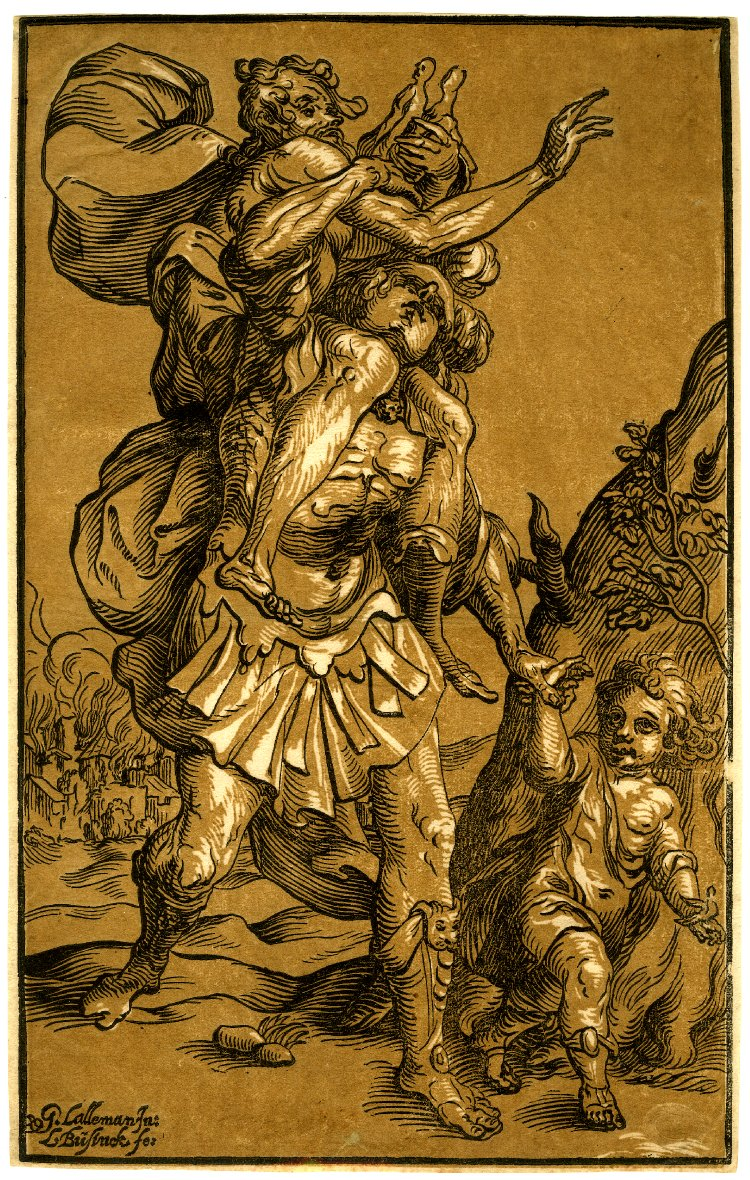
Ludolph Büsinck, d'après Georges Lallemant, Enée et Anchise, vers 1623-1629, Londres, British Museum.

Cet atelier prolifique (plus d'une vingtaine d'élèves et assistants connus) était sans doute le plus important à Paris avant celui de Simon Vouet dans les années 1630 . Parmi eux :
- Noël Quillerier, 1612-1617
- Nicolas Poussin, vers 1614
- Philippe de Champaigne, vers 1625
- Laurent de La Hyre, vers 1626
- Jean Senelle,1627-1630
- Michel Dorigny, 1630-1635

Au contraire, le peintre ne fut sans doute pas, comme il a été dit, le maître de Claude Vignon ou de Pierre Brébiette.
Ludolph Büsinck (vers 1599/1602 - 1669) fut davantage un collaborateur qu'un élève. Ce graveur allemand, assez obscur du reste, dut séjourner à Paris dans les années 1620, au moment où il réalise une série bien connue de gravures en camaïeu d'après les dessins de Georges Lallemant, éditées chez Melchior Tavernier à Paris (ill. ci-contre). On date généralement, à la suite de Wolfgang Stechow, la collaboration des deux artistes entre 1623 et 1629. On connaît aujourd'hui vingt-deux estampes nées de cette collaboration.

### Quelques œuvres signées ou généralement attribuées à Georges Lallemant
Huiles (sur toile, sur cuivre, ou sur mur), par lieu de conservation :
- à Auvers-Saint-Georges (Essonne) : Adoration des bergers, 186 × 102 cm, église Notre-Dame.
- à Auzat-la-Combelle (Puy-de-Dôme) : Saint cistercien agenouillé devant la Vierge, 140 × 160 cm, église.
- à Carcassonne (Aude) : L’Assomption de la Vierge, vers 1625-1630,  huile sur toile, 240 × 176 cm, cathédrale Saint-Michel.
- à Lagny-sur-Marne (Seine-et-Marne) : La pêche miraculeuse, abbatiale Notre-Dame-des-Ardents
- à Lille : Adoration des mages, 189 × 315,5 cm, Palais des beaux-arts
- à Lombard (Doubs) : La Pentecôte, église paroissiale.
- à Marguerittes (Gard) : Remise des clefs à saint Pierre, église paroissiale.
- à Mezel (Puy-de-Dôme) : Adoration des bergers, 100 × 140 cm, église paroissiale.
- à Montigny-Lencoup (Seine-et-Marne) : Le prévôt et les échevins de la ville de Paris implorant sainte Geneviève, église paroissiale
- à Paris :
- Judith tenant la tête d'Holopherne, vers 1605, musée du Louvre.
- Le Prévôt des marchands et les échevins de la Ville de Paris, 1611, musée Carnavalet
- Nostre dame de pitié, 1620, église Saint-Nicolas-des-Champs
- Voûte de la chapelle de la famille de Vic, dont au centre une Assomption, église Saint-Nicolas-des-Champs, années 1620.
- La Charité de saint Martin, vers 1625-1636, musée Carnavalet
- Saint Étienne priant avant d'être lapidé, May de Notre-Dame 1633, perdu.
- L'Assomption de la Vierge, vers 1633-1635, 400 × 210 cm, église Notre-Dame-de-Bonne-Nouvelle
- Christ en croix, église Saint-Etienne-du-Mont.

- à Rennes : Sainte Famille, musée des Beaux-Arts
- à Rouen : La Descente du Saint-Esprit, 1635, ancienne abbatiale Saint-Ouen
- à Saint-Chéron (Essonne) : Saint Pierre et saint Jean guérissant un paralytique à la porte du Temple, 1630, église. Réplique réduite du May de Notre-Dame de cette même année, lui perdu.
- à Saint-Cloud : La rixe, vers 1620, musée du Grand Siècle (préfiguration à Sceaux).
- à Saint-Julien-la-Genête (Creuse) : La Vierge à l’Enfant entre saint Augustin et saint Jean-Baptiste, vers 1621-1624.
- à Senlis : Jésus parmi les docteurs ou Le Christ retrouvé au Temple, ancienne cathédrale Notre-Dame.
- à Varsovie (Pologne) : Georges prompt à la soupe, musée national
- à Vouziers (Ardennes) : La Vierge à l'enfant entre saint Pierre et saint Paul, église Saint-Maurille
Dessins :
- Scène de séduction ou  L'Entremetteuse, Nancy, musée lorrain
- Le Christ devant Hérode, pointe de plomb, graphite, plume, encre et lavis brun et gris sur papier vergé, 36,1 x 28,4 cm, Orléans, musée des Beaux-Arts[12].
- Sainte Famille, Paris, musée du Louvre
- L'Entremetteuse, Paris, musée du Louvre
- Saint Jean écrivant et saint Matthieu lisant, Paris, musée du Louvre
- Sainte Geneviève, Paris, musée du Louvre.

Estampes :
Clairs obscurs gravés par Ludolph Büsinck (vers 1623-1629):
- Moïse
- Judith
- Sainte Famille dans un ovale
- Série du Christ et des apôtres
- Saint Luc et saint Marc
- Saint Mathieu et saint Jean
- Énée et Anchise
- Le Joueur de flûte
- L'Entremetteuse

Autres gravures :
- Saint Pierre et saint Jean guérissant le boiteux à la porte du Temple, eau forte
- Moïse sauvé des eaux, burin
- La Décollation de saint Jean-Baptiste, eau forte

Tapisseries :
- Le Martyre de saint Crépin et saint Crépinien, 1634, Paris, Mobilier national[13].